# 王誕 (前燕)
王 誕（おう たん、生没年不詳）は、五胡十六国時代の前燕の人物。昌黎郡の出身。

## 生涯
西晋に仕え、幽州別駕に任じられていた。
永興2年（305年）、幽州刺史和演が亡くなると、東夷校尉李臻の元にやってきた。王誕は挙兵して安北将軍王浚を討つことを説いた。
永嘉3年（309年）12月、李臻はこれに応え、子の李成を遣わして王浚打倒に向かわせた。その隙をついて遼東郡太守龐本が李臻を襲撃して殺害、刺客を使い、無慮で李成を殺害した。王誕は鮮卑慕容部の大人慕容廆の元に逃げ込み、そのまま仕えることになった。
帯方郡太守に任じられた。
咸和8年（333年）6月、慕容廆の後を継いだ慕容皝から左長史に任じられた。しかし王誕は遼東郡太守陽騖の才を称え、左長史を彼に譲りたいと慕容皝に申し出た。慕容皝はこれに従い、陽騖を左長史、王誕を右長史に任じた。
これ以後の事績は、史書に記されていない。